# Virginijus Dambrauskas
Virginijus Dambrauskas (* 23. April 1962 in der Rajongemeinde Panevėžys) ist ein litauischer Schachspieler und Schachfunktionär.

## Leben
Virginijus Dambrauskas ist ein Staatsbeamter und arbeitet als oberster Inspektor im Zentrum für Informationssysteme im Zolldepartament am Finanzministerium Litauens. Dambrauskas gewann die litauische Einzelmeisterschaft 1992 und 1996 (zusammen mit Vytautas Šlapikas) und trägt den Titel eines Internationalen Meisters. Als Ersatzspieler der litauischen Nationalmannschaft nahm er 1992 an der Schacholympiade sowie im selben Jahr an der Mannschaftseuropameisterschaft teil. Am European Club Cup nahm Dambrauskas 1996 mit der Schachschule Vilnius, 2006 und 2007 mit NSEL30 Vilnius sowie 2008 und 2009 mit VŠŠSM Vilnius teil. Seit 1978 spielt er auch Fernschach. Er wurde 1993 zum Internationalen Fernschachmeister, 2001 zum Verdienten Internationalen Fernschachmeister (Senior International Correspondence Chess Master) und 2018 zum Fernschach-Großmeister ernannt. Er ist Vizepräsident der Lietuvos korespondencinių šachmatų federacija.

## Familie
Dambrauskas ist verheiratet und hat zwei Töchter, die ebenfalls Fernschachspielerinnen sind: Vilma Dambrauskaitė (* 1985) und Jurgita Mališauskienė (* 1990) tragen beide den Titel einer Fernschachgroßmeisterin der Frauen (LGM).